# شامادورا الگانس
 شامادورا الگانس(نام علمی: Chamaedorea elegans) نام یک گونه از تیره نخل است.
شامادورا الگانس یا نخل پارلور گونه ای از نخل‌های کوچک می‌باشد که بومی جنگل‌های بارانی جنوب مکزیک و گواتمالا است. این گیاه یکی از انواع گیاهانی است که برگ آنها در گل‌آرایی استفاده دارد. معمولاً در باغ‌های نواحی تحت حاره مانند جنوب آمریکا و حاره کاشت شده و ارتفاع آن به ۲ تا ۳ متر می‌رسد. با ساقه‌های نازک و مانند نیشکر.
غالباً این نخل در مناطق معتدل به عنوان گیاه آپارتمانی نگهداری می‌شود و حدوداً تا ۲متر رشد می‌نماید و سرعت رشد آن کند است. گیاهی است که در شرایط رطوبت و نور کم صبور بوده گرچه که رطوبت بالا و نور فراوان و غیرمستقیم را می‌پسندد. برای تأمین رطوبت گیاه می‌توان هر هفته دو بار برگ‌ها را با آب ولرم اسپری نمود. بهتر است از آب جوشیده سرد شده استفاده شود.
شامادورا الگانس را نخل parlor یا نخل Neanthebella هم می‌نامند. گیاهی بسیار صبور با قدرت انطباق بالا با شرایط و بدون نیاز به نگهداری ویژه و قابلیت رشد چه در بیرون و چه در داخل خانه می‌باشد چه به صورت گلدان روی میز و چه به صورت گیاه در باغ.

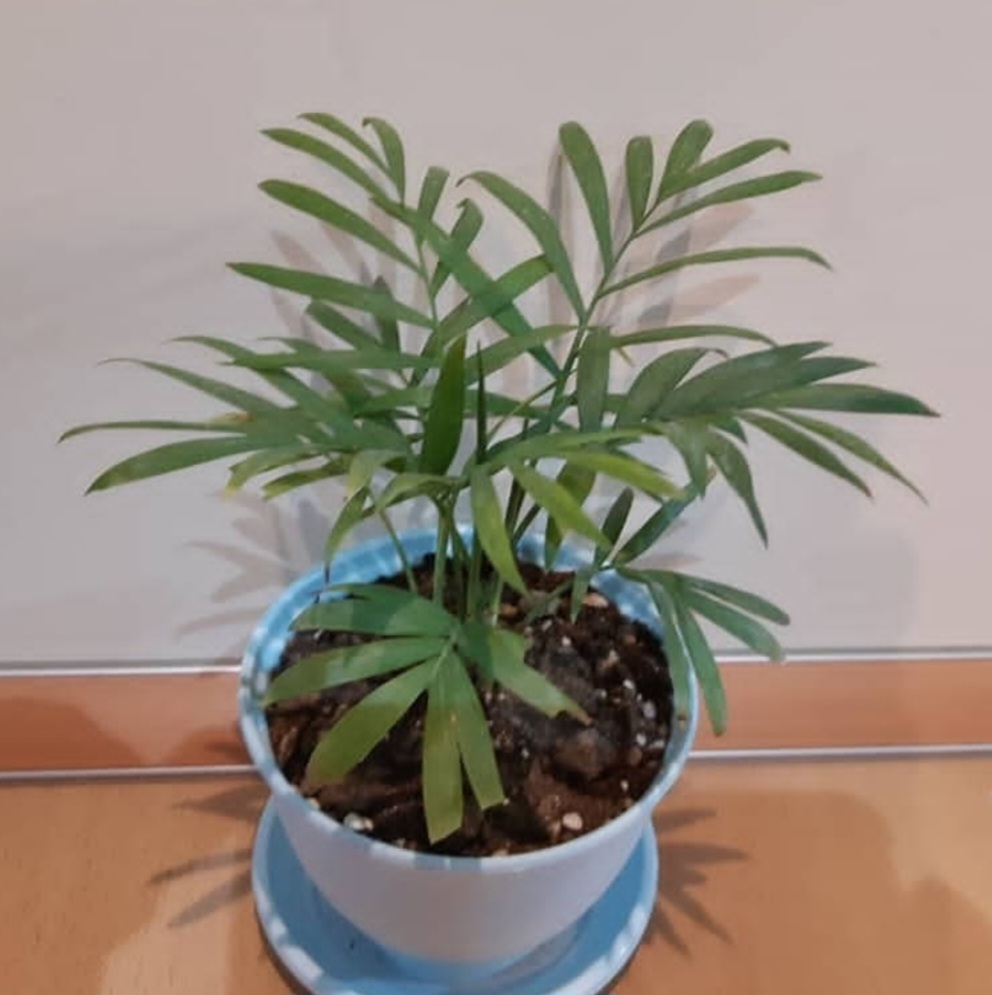
گیاه نخل شامادورا